# Tanec s vášní
Tanec s vášní (v anglickém originále Center Stage) je americký dramatický film z roku 2000. Režie se ujal Nicholas Hytner a scénáře Carol Heikkinen. Ve snímku hrají hlavní role Amanda Schull, Zoe Saldana, Susan May Pratt, Peter Gallagher, Donna Murphyová a Ethan Stiefel. Film sleduje skupinu mladých tanečníků, kteří pocházejí z různých rodin a společně se uchází o studium na americké baletní akademii v New Yorku. Film zkoumá problémy ve světě profesionálních tanečníků a jak se s nimi každý vypořádává jinak. Film měl premiéru 12. května 2000 ve Spojených státech amerických a 13. července 2000 v České republice.  

## Obsazení
| Amanda Schull     | Jody Sawyer                       |
| Zoë Saldana       | Evanna Rodríguez                  |
| Susan May Pratt   | Maureen Cummings                  |
| Peter Gallagher   | Jonathan Reeves                   |
| Debra Monk        | Nancy Cummings                    |
| Ethan Stiefel     | Cooper Nielson                    |
| Sascha Radetsky   | Charles Sims                      |
| Donna Murphy      | Juliette Simone                   |
| Julie Kent        | Kathleen Donahue                  |
| Ilia Kulik        | Sergei                            |
| Eion Bailey       | James Gordon                      |
| Shakiem Evans     | Erik Jones                        |
| Elizabeth Hubbard | Joan Miller                       |
| Cody Green        | Nicholas Hoffman                  |
| Mauricio Sanchez  | tanečník v Salsa klubu            |
| Julius Catalvas   | instruktor                        |
| Priscilla Lopez   | učitelka ve studiu Broadway Dance |

## Produkce
Z hlavních postav pouze 4 herci jsou profesionálními tanečníky (Amanda Schull, Ethan Stiefel, Sascha Radetsky a Julie Kent). Illia Kulik je krasobruslařka, Zoe Saldana navštěvovala baletní hodiny.Susan May Pratt a Shakiem Evans před filmem balet nestudovali.

## Přijetí

### Tržby
Film získal za první víkend po uvedení do kin 4,6 milionů dolarů. K 28. srpnu 2017 film vydělal 26,3 milionů dolarů. Jeho rozpočet činil 29 milionů dolarů. 

### Recenze
Film získal negativní recenze od kritiků. Na recenzní stránce Rotten Tomatoes získal z 262 započtených recenzí 43 procent. Na Česko-Slovenské filmové databázi snímek získal 65 procent.

## Soundtrack
1. „I Wanna Be with You“ – Mandy Moore
2. „First Kiss“ – i5
3. „Don't Get Lost in the Crowd“ – Ashley Ballard
4. „We're Dancing“ – P.Y.T.
5. „Friends Forever“ – Thunderbugs
6. „Get Used to This“ – Cyrena
7. „A Girl Can Dream“ – P.Y.T.
8. „Cosmic Girl“ – Jamiroquai
9. „Higher Ground“ – Red Hot Chili Peppers
10. „Come Baby Come“ – Elvis Crespo a Gizelle D'Cole
11. „The Way You Make Me Feel“ – Michael Jackson
12. „If I Was the One“ – Ruff Endz
13. „Canned Heart“ – Jamiroquai
14. „I Wanna Be with You (Soul Soul Solution Remix)“ – Mandy Moore

## Sequely
V roce 2008 měl premiéru první sequel Tanec s vášní: Rozbal to!, v hlavních rolí s Rachele Brooke Smith a Kenny Wormaldem. V roce 2016 měl premiéru na televizní stanici Lifetime druhý sequel Souboj na špičkách, v hlavních rolích s Nicole Muñoz.